# Osteonecrose dos maxilares associada a medicamentos
A osteonecrose dos maxilares associada a medicamentos é uma doença que causa necrose do tecido ósseo dos maxilares — maxila e mandíbula — em um indivíduo que faz uso regular de medicações que aumentam o risco da patologia na ausência de um tratamento prévio com radiação. Pode levar a complicações cirúrgicas com a ausência de cicatrização tecidual após cirurgias orais, cirurgias periodontais ou tratamento endodôntico.
Medicamentos específicos podem resultar a BRONJ, um efeito colateral sério, mas incomum em certos indivíduos.  Esses medicamentos são frequentemente usados para tratar doenças que causam reabsorção óssea, como a osteoporose, ou para tratar câncer. Os principais grupos de medicamentos envolvidos são os antirreabsortivos e os antiangiogênicos. As complicações associadas ao medicamento Denosumab, outro fármaco antirreabsortivo de uma categoria diferente de fármacos, logo foram determinadas como relacionadas a essa condição. Medicamentos mais novos, como drogas antiangiogênicas, foram potencialmente implicados em causar uma condição muito semelhante e o consenso mudou para se referir às condições relacionadas como BRONJ; no entanto, isso não foi definitivamente demonstrado.
Não há prevenção definida para a patologia. Evitar o uso de bifosfonatos não é uma estratégia preventiva viável para a população em geral porque os medicamentos são benéficos no tratamento e prevenção da osteoporose (incluindo a prevenção de fraturas ósseas) e no tratamento de câncer ósseo. Apesar de alguns autores indicar a suspensão da medicação pelo menos 2 meses antes de qualquer cirurgia odontológica para aqueles que estão em risco, outros autores relatam que a medicação permanece no organismo durante anos. Geralmente se desenvolve após tratamentos dentários envolvendo exposição óssea ou trauma, mas pode surgir espontaneamente. Os pacientes que desenvolvem a osteonecrose por medicamento podem apresentar cicatrização prolongada, dor, inchaço, infecção e exposição óssea após procedimentos odontológicos — em consequência, necrose óssea —, embora alguns pacientes possam não apresentar sinais ou sintomas.

## Tratamento e manejo
O tratamento dos casos de osteonecrose causada pelos BFs ainda é bastante discutida, variando desde as circunstâncias atuais de saúde geral e oral do paciente à duração do uso e vias de administração do fármaco — via oral ou intravenosa. Diversos protocolos de tratamento foram descritos na literatura, incluindo medidas de higiene bucal, uso de antissépticos bucais, antibióticoterapia sistêmica, desbridamento local, oxigenoterapia hiperbárica, etc.
Em 2011, a American Dental Association (ADA) recomendou que, antes de iniciar um tratamento com bifosfonato, o paciente devesse passar por avaliações odontológicas minuciosas e periódicas, realizando possíveis tratamentos a fim de minimizar os riscos futuros — haja vista que qualquer procedimento odontológico mais invasivo, como cirurgias orais, aumenta-se o risco de osteonecrose dos maxilares associada aos bifosfonatos.

## Diagnóstico
| Estágios e estratégias de tratamento | Estágios e estratégias de tratamento | Estágios e estratégias de tratamento | Estágios e estratégias de tratamento |
| Estágio                              | Critério (> 8 semanas) | Estratégia(s) de tratamento(s) | Imagem                               |
| ------------------------------------ | --- | --- | ------------------------------------ |
| De risco                             | Nenhum osso necrótico aparente em pacientes que foram tratados com bifosfonatos orais ou IV | Nenhum tratamento indicado, educação do paciente | N/A                                  |
| 0                                    | Sem evidência clínica de osso necrótico, mas achados clínicos inespecíficos, alterações radiográficas e sintomas | Manejo sistêmico, incluindo o uso de analgésicos e antibióticos                                                                                                   | N/A                                  |
| 1                                    | Nenhum osso necrótico aparente em pacientes que foram tratados com bifosfonatos orais ou IV | Nenhum tratamento indicado, educação do paciente |                                      |
| 2                                    | Exposição óssea necrosada, ou fístulas que sondam o osso, associadas a infecção evidenciada por dor e eritema na região do osso exposto com ou sem drenagem purulenta | Tratamento sintomático com antibióticos orais, enxaguante bucal, controle da dor, desbridamento para aliviar a irritação dos tecidos moles e controle de infecção |                                      |
| 3                                    | Exposição óssea necrosada ou uma fístula que sonda o osso em pacientes com dor, infecção e um ou mais dos seguintes: exposição de tecido ósseo e necrótico estendendo-se além da região alveolar (borda inferior e ramo da mandíbula, seio maxilar e osso zigomático) resultando em fratura patológica, fístula extra-oral, comunicação buco-sinusal ou osteólise que se estende até o assoalho do seio maxilar | Enxaguante bucal, antibioticoterapia e controle da dor, desbridamento cirúrgico ou ressecção                                                                      |                                      |